# Arbeitsgericht Stargard (Pommern)
Das Arbeitsgericht Stargard (Pommern) war ein Gericht der Arbeitsgerichtsbarkeit mit Sitz in Stargard (Pommern).

## Geschichte
Gemäß Arbeitsgerichtsgesetz vom 23. Dezember 1926 wurden in Deutschland Arbeitsgerichte gebildet. Diese waren nur in der ersten Instanz organisatorisch selbstständige Gerichte, die Landesarbeitsgerichte waren den Landgerichten zugeordnet. Am Landgericht Stettin entstand so 1927 das Landesarbeitsgericht Stettin als eines von zwei Landesarbeitsgerichten im Bezirk des Oberlandesgerichtes Stettin. In Stargard entstand das Arbeitsgericht Stargard. Sein Sprengel umfasste den Bezirk der Amtsgerichte Dramburg, Jacobshagen, Kallies, Labes, Nörenberg, Pyritz und Stargard (Pommern). Es bestand jeweils eine Kammer für Arbeiter, für Angestellte und für Handwerk.
Nach der Besetzung Deutschlands durch die Alliierten wurden 1945 die Deutschen vertrieben und die Geschichte des Arbeitsgerichts Stargard endete.